# تسالی فودز
تسالی فودز (انگلیسی: Tasali Foods) شرکت صنایع غذایی عربستانی است، که در سال ۱۹۸۳ تأسیس شد.
تسالی دومین شرکت بزرگ تنقلات در عربستان سعودی است. این شرکت در سال ۱۹۸۹ توسط گروه ساوولا به عنوان اولین برند چیپس محلی عربستان سعودی، در زمانی که بازار تنقلات عربستان سعودی تحت سلطه واردات بود، راه‌اندازی شد. در سال ۲۰۰۱، این شرکت توسط شرکت پپسی‌کو خریداری شد. چیپس سیب‌زمینی تسالی در کارخانه ریاض پپسی‌کو در کنار سایر برندهای تنقلات پپسی‌کو مانند لی و چیتوز تولید می‌شود.